# Mario Banana I
Mario Banana I è un cortometraggio del 1964 diretto da Andy Warhol.
Nello stesso anno il filmato ebbe un seguito dal titolo Mario Banana II.

## Trama
Il corto mostra una drag queen mentre mangia una banana.

## Produzione
Girato in 16 mm, venne realizzato da Warhol alla Factory di New York.

## Distribuzione
Il film ebbe alcune proiezioni in America nel 1964. Ebbe la sua prima messa in onda televisiva il 31 gennaio 1970 in un canale Tv dell'allora Germania Ovest. Distribuito in Italia in DVD nel 2004.